# ワレリー・ボルチン
ワレリー・ボルチン（ロシア語: Валерий Викторович Борчин、Valeriy Viktorovich Borchin、1986年9月11日 - ）はロシア連邦モルドヴィア共和国の陸上競技選手。専門は競歩。北京オリンピックおよび世界陸上競技選手権ベルリン大会男子20km競歩金メダリスト。

## 来歴
ボルチンはモルドヴィア共和国の首都サランスクから東へ90km離れたボヴォジモボ村の出身である。
10歳の頃に重量挙げを始めたが全く好きになれずに3、4ヶ月でやめてしまったという。その後3000メートル競走、5000メートル競走の長距離走に取り組んだ。16歳の頃に膝を傷め長距離走を断念、後に自身が「競歩を始めるには遅すぎる年齢」と回顧した17歳（2003年頃）から競歩を始めた。
競技開始2年目の2005年初め、ソチ近郊アドレル で開催されたロシア冬季選手権の男子ジュニア10km競歩で2位となった。続く同年6月に禁止薬物エフェドリンの不適切使用で1年間の大会出場資格剥奪処分となった。この期間を20km競歩のトレーニングに費やし、2006年6月、処分明けのわずか4日後に出場したロシア選手権20km競歩で優勝。20km競歩初めての出場を勝利で飾った。
2006年8月の第19回ヨーロッパ陸上競技選手権大会20km競歩、2008年5月第23回IAAFワールドカップ競歩20km競歩ではフランシスコ・ハビエル・フェルナンデスに次ぐ2位となった。2007年8月の世界陸上競技選手権大阪大会20km競歩では先頭集団でレースを進めたが酷暑から来る熱中症により途中棄権し、病院に搬送された。
2008年8月北京オリンピック20km競歩では序盤は先頭集団につけ、15km過ぎの後半先頭に立つとジェファーソン・ペレスを競り落とし優勝（1時間19分01秒）、金メダルを獲得した。
2009年は2月ロシア冬季選手権20km競歩で自己ベストおよびこの年の男子20km競歩世界ランキング1位となる1時間17分38秒を記録して優勝。8月の世界陸上競技選手権ベルリン大会20km競歩では王浩（中華人民共和国）以下を抑え、1時間18分41秒の記録で優勝した。
その他オリンピックで金メダルを獲得した褒賞として、慣例によりロシア政府よりBMW製クロスオーバーSUVを受領した。
ボルチンは2015年1月生体パスポートを用いたドーピング検査で異常値を示したとして2008年10月から8年間の資格停止処分を受けた。

## 主な戦績
| 年度 | 大会名                       | 開催地       | 種目         | 結果     |
| ---- | ---------------------------- | ------------ | ------------ | -------- |
| 2005 | ロシア冬季選手権大会         | アドレル     | ジュニア10km | 2位      |
| 2006 | ロシア陸上競技選手権大会     | サランスク   | 20 km        | 優勝     |
| 2006 | ヨーロッパ陸上競技選手権大会 | イェーテボリ | 20 km        | 2位      |
| 2007 | ロシア冬季選手権大会         | アドレル     | 20 km        | 優勝     |
| 2007 | ヨーロッパカップ競歩         | レミントン   | 20 km        | 9位      |
| 2007 | ヨーロッパU-23選手権大会     | デブレツェン | 20 km        | 優勝     |
| 2007 | 世界陸上競技選手権大会       | 大阪         | 20 km        | 途中棄権 |
| 2008 | ロシア冬季選手権大会         | アドレル     | 20 km        | 優勝     |
| 2008 | IAAFワールドカップ競歩       | チェボクサル | 20 km        | 2位      |
| 2008 | オリンピック                 | 北京         | 20 km        | 優勝     |
| 2009 | ロシア冬季選手権大会         | アドレル     | 20 km        | 優勝     |
| 2009 | 世界陸上競技選手権大会       | ベルリン     | 20 km        | 優勝     |
| 2011 | 世界陸上競技選手権大会       | 大邱         | 20 km        | 優勝     |

## 記録

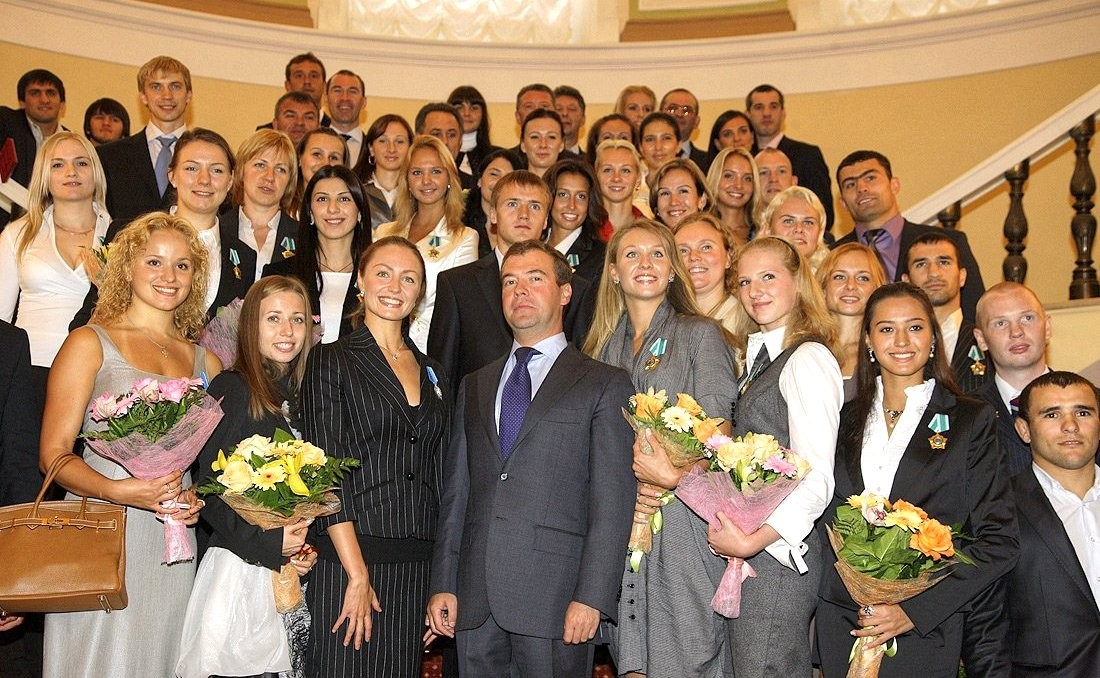
大統領後方に立つボルチン（北京オリンピックロシアメダリストたちと）

- 10000m競歩 - 43分18秒0（2004年）
- 10km競歩 - 38分11秒（2009年）
- 20km競歩 - 1時間17分38秒（2009年）

## 注釈

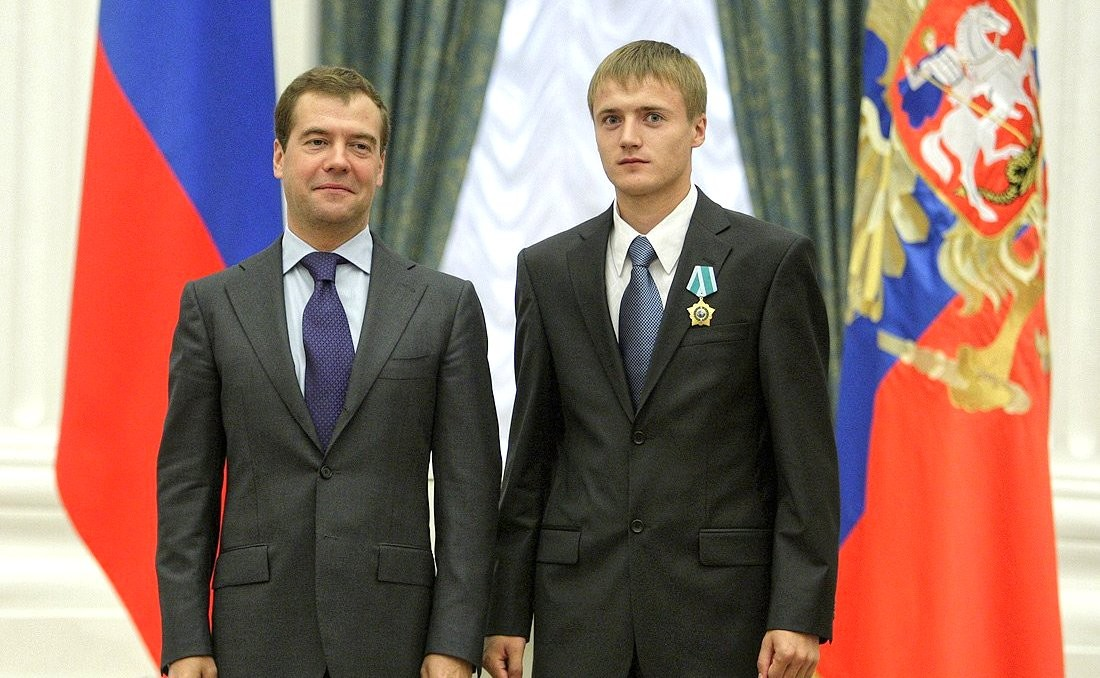
メドヴェージェフ大統領とクレムリンにて